# Guerras habsburgo-otomanas
Las guerras habsburgo-otomanas o austro-turcas (guerras del Turco en la literatura clásica española) fueron los conflictos militares que enfrentaron al Imperio otomano y a los Estados de la Casa de Habsburgo (los llamados Austrias de Viena y Austrias de Madrid) durante toda la Edad Moderna, y que se prolongaron durante la Edad Contemporánea hasta comienzos del siglo XX.
La condición de liderazgo que ambas potencias tenían dentro de sus respectivos ámbitos (la cristiandad y el islam) hasta el siglo XVII hizo que el factor religioso fuera muy importante en estas guerras; aunque los factores determinantes fueron geopolíticos, lo que explica que simultáneamente cada una de ellas tuviera enfrentamientos con otras potencias de su misma religión y que incluso hubiera alianzas con potencias de la religión opuesta. A partir del siglo XVIII el nuevo equilibrio europeo desplazó la centralidad de ambos contendientes en beneficio de otras potencias emergentes.
Las guerras habsburgo-otomanas consistieron en campañas terrestres en los Balcanes, que implicaban a los Habsburgo austríacos; y en enfrentamientos navales en el Mediterráneo, Océano Índico, y El sudeste de Asia, que atañían por su parte a los Habsburgo españoles.
Inicialmente el avance terrestre otomano fue imparable, con la decisiva victoria de Mohács (1526, que redujo la mayor parte del Reino de Hungría a la condición de estado vasallo y tributario), hasta el fracasado Sitio de Viena (1529, que marcó su mayor avance territorial).
La presencia creciente de la flota turca en el Mediterráneo occidental fue contestada con enfrentamientos periódicos que culminaron en la victoria cristiana de Lepanto (1571).
En 1683 los turcos asediaron por segunda vez la capital austríaca, siendo rechazados por una coalición multinacional.
La guerra de Sucesión Española (1700-1713), que puso a los Borbones en el trono español, dejó a Austria como la única potencia en manos de los Habsburgo. No obstante, para entonces el equilibrio de poderes había cambiado en beneficio de la Europa cristiana, que pasó a disponer de tácticas y tecnologías militares superiores (especialmente en la artillería), así como de superiores recursos económicos; situación frente a la que el tradicional cuerpo de élite otomano (los jenízaros) dejó de ser tan eficaz. A finales del siglo XVIII, el Imperio turco había pasado a ser el hombre enfermo de Europa.
La expansión del Imperio austríaco (luego Imperio austro-húngaro) por los Balcanes fue recortando territorios al Imperio turco durante todo el siglo XIX, en competencia con el Imperio ruso. Las continuas guerras balcánicas y los sucesivos tratados (Berlín, San Estéfano) fueron marcando distintos puntos de equilibrio entre las tres potencias.
Ya en el siglo XX, en el periodo previo a la Primera Guerra Mundial (1914), turcos y austríacos pasaron de enemigos a aliados, constituyendo con el Imperio alemán el bloque denominado como Imperios Centrales, cuya derrota supuso la común desintegración (1918).

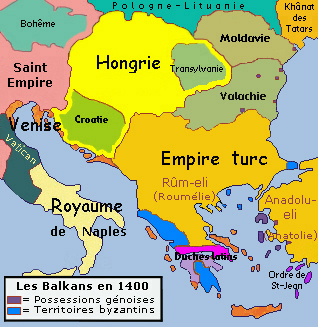
Los Balcanes en 1400.
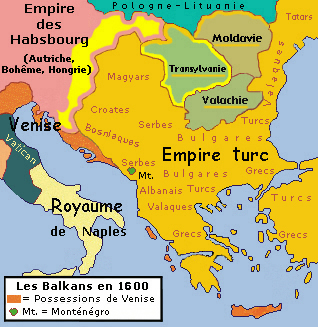
Los Balcanes en 1600.
El Imperio otomano en su máxima expansión (1683).
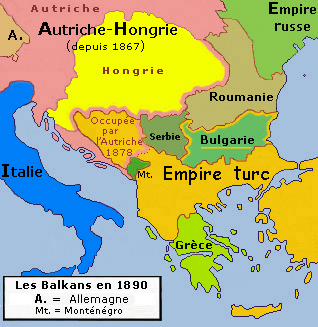
Los Balcanes en 1890.

## Avance turco hasta Hungría

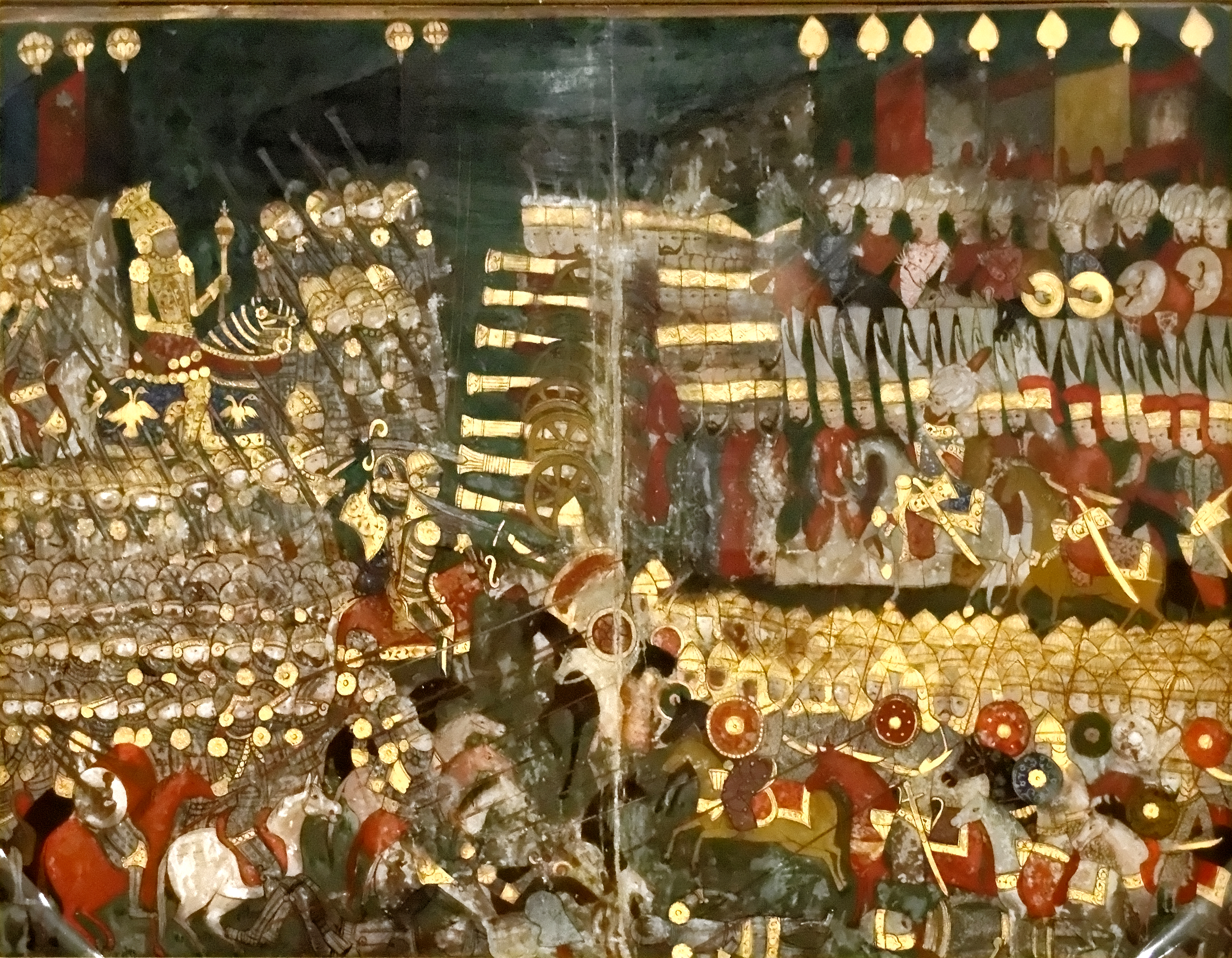
La batalla de Mohacs (1526) en una miniatura turca.

Si bien los Habsburgo fueron ocasionalmente reyes de Hungría (además de archiduques de Austria y emperadores del Sacro Imperio Romano Germánico), no fueron protagonistas de las guerras contra los otomanos hasta el siglo XVI. Ese papel correspondió hasta entonces a otras dinastías húngaras (Jagellón, Hunyadi), así como a las demás nacionalidades del complejo mundo balcánico (alemanes, serbios, croatas, albaneses, transilvanos, moldavos, valacos, búlgaros, griegos, etc.), entre las que destacaron líderes antiturcos como Vlad Tepes.
El avance turco hacia Europa central atrajo la ayuda de los estados cristianos occidentales, conscientes de la amenaza para la cristiandad que ese hecho suponía, y se organizaron verdaderas cruzadas en las batallas de Nicópolis (1396, con participación húngara y francesa) y de Varna (1444, con participación húngara y polaca). El Reino de Hungría había llegado a hacer frontera con el Imperio otomano y sus estados vasallos.
En la batalla de Mohács (29 de agosto de 1526), el rey Luis II de Hungría y I de Bohemia murió; y su viuda, María de Austria, huyó para refugiarse junto a su hermano, el archiduque Fernando de Austria, quien reforzó su reivindicación al trono vacante con su matrimonio con Ana, hermana del rey Luis II, único miembro de la familia real. Fernando fue elegido rey de Hungría y de Bohemia por una Dieta fuertemente dividida, reunida en Bratislava; mientras que Juan I Szapolyai fue elegido rey por una Dieta rival (diciembre de 1526). Quedó el reino así dividido entre la zona noroeste, la Hungría real de Fernando, integrada entre los Estados de los Habsburgo; y el reino de Hungría de Szapolyai, vasallo del Imperio otomano, cuya parte suroriental terminó configurándose como principado de Transilvania. La zona central, sometida a la mayor presión militar, se conoce con el nombre de Hungría otomana, y sufrió continuos vaivenes en los siguientes siglos.

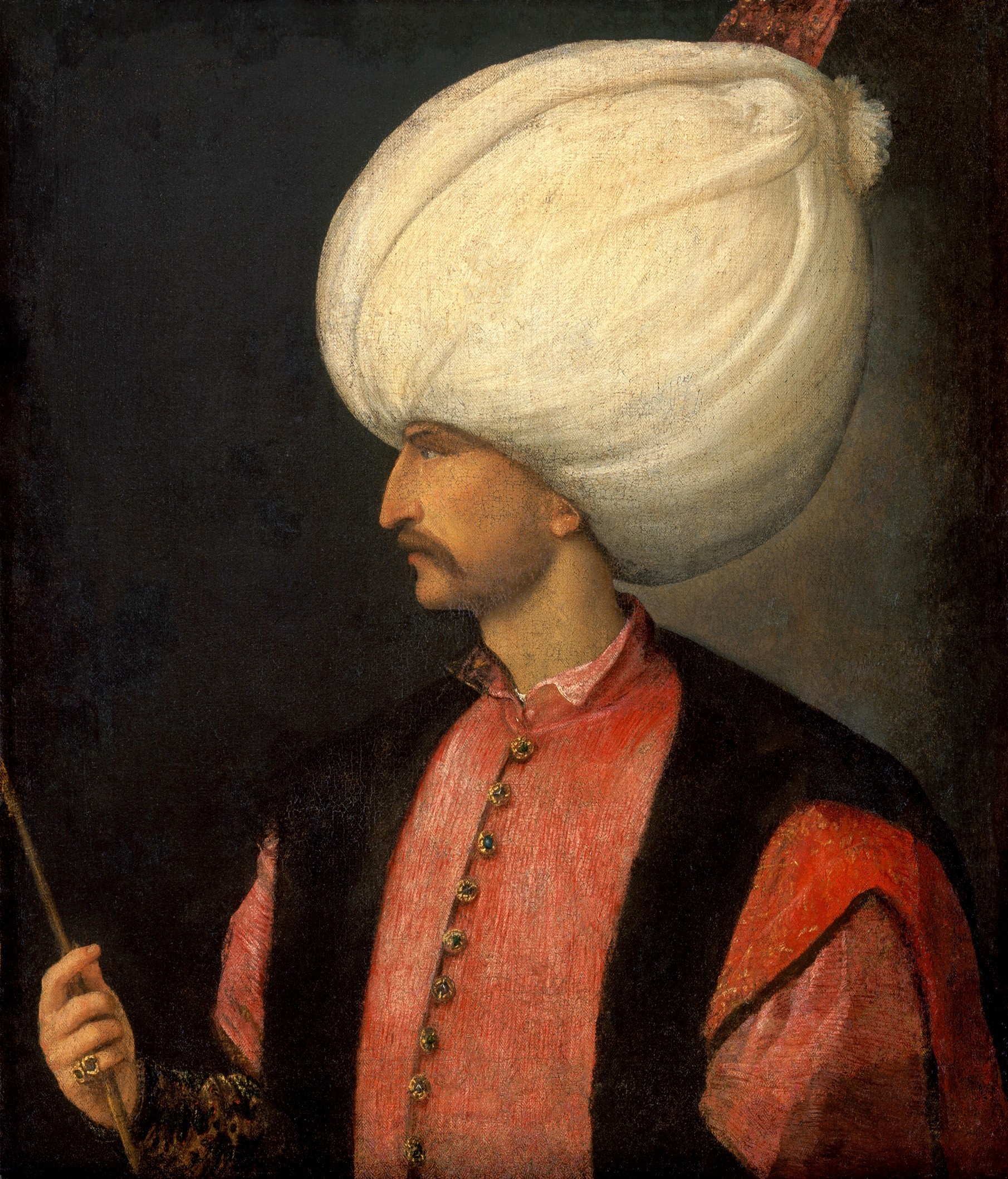
Suleimán el Magnífico, hacia 1530, por Tiziano.
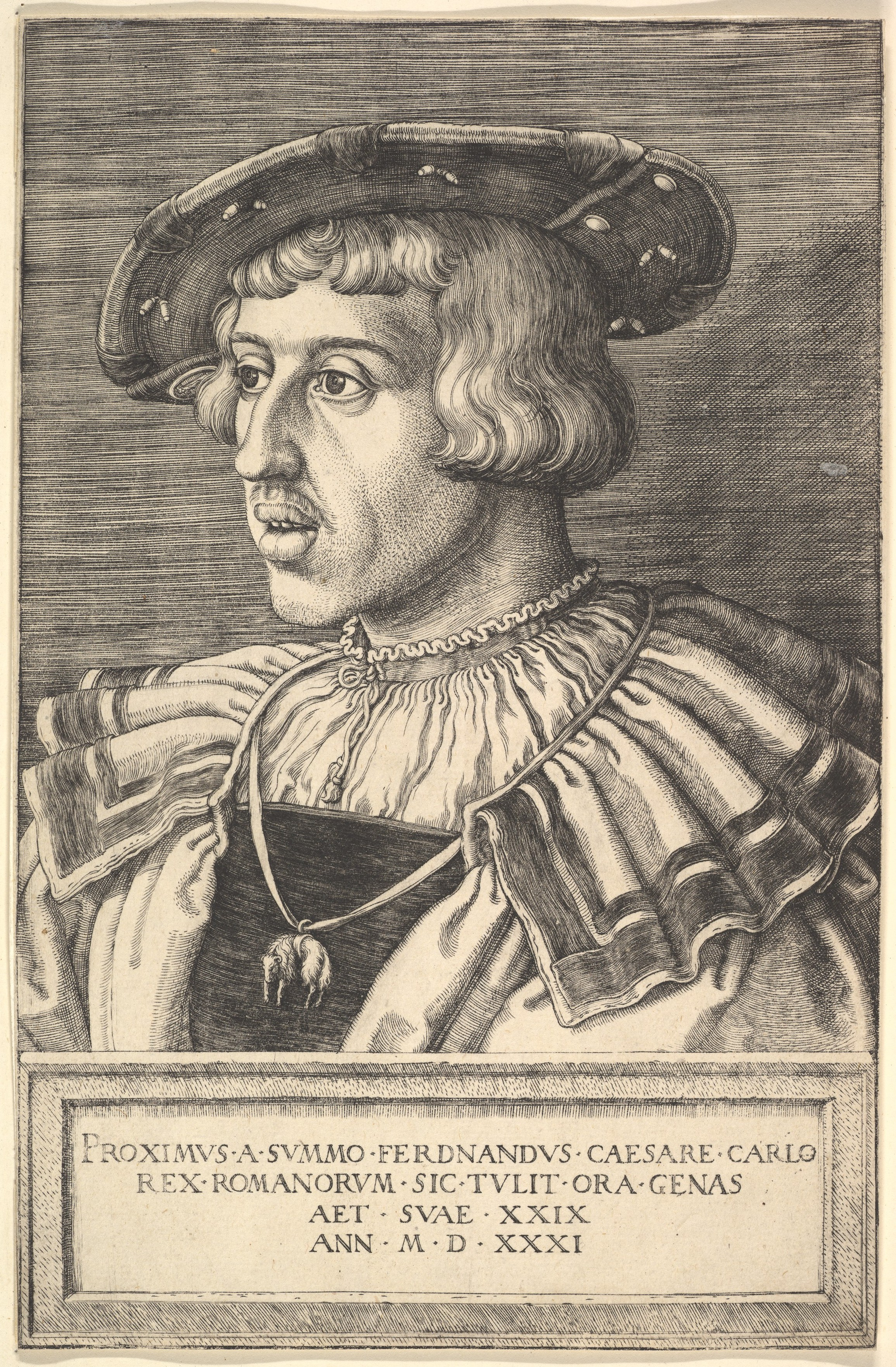
Fernando de Austria,, hacia 1531, por Barthel Beham.
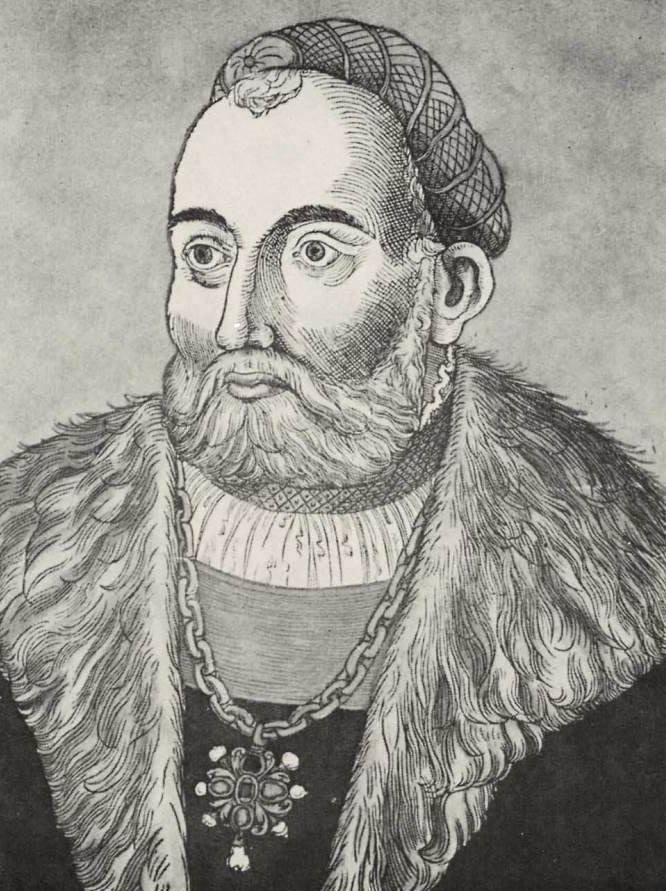
Juan I Szapolyai

## Avance de los Habsburgo
En 1527 Fernando atacó la parte de Hungría controlada por Szapolyai, muy debilitado por divisiones internas, y que no consiguió evitar que Fernando conquistara Buda y otras plazas clave a lo largo del Danubio. El sultán otomano Solimán el Magnífico esperó para acudir en su ayuda hasta el 10 de mayo de 1529, cuando envió un imponente ejército de más de 100 000 hombres.

## Primer asedio de Viena

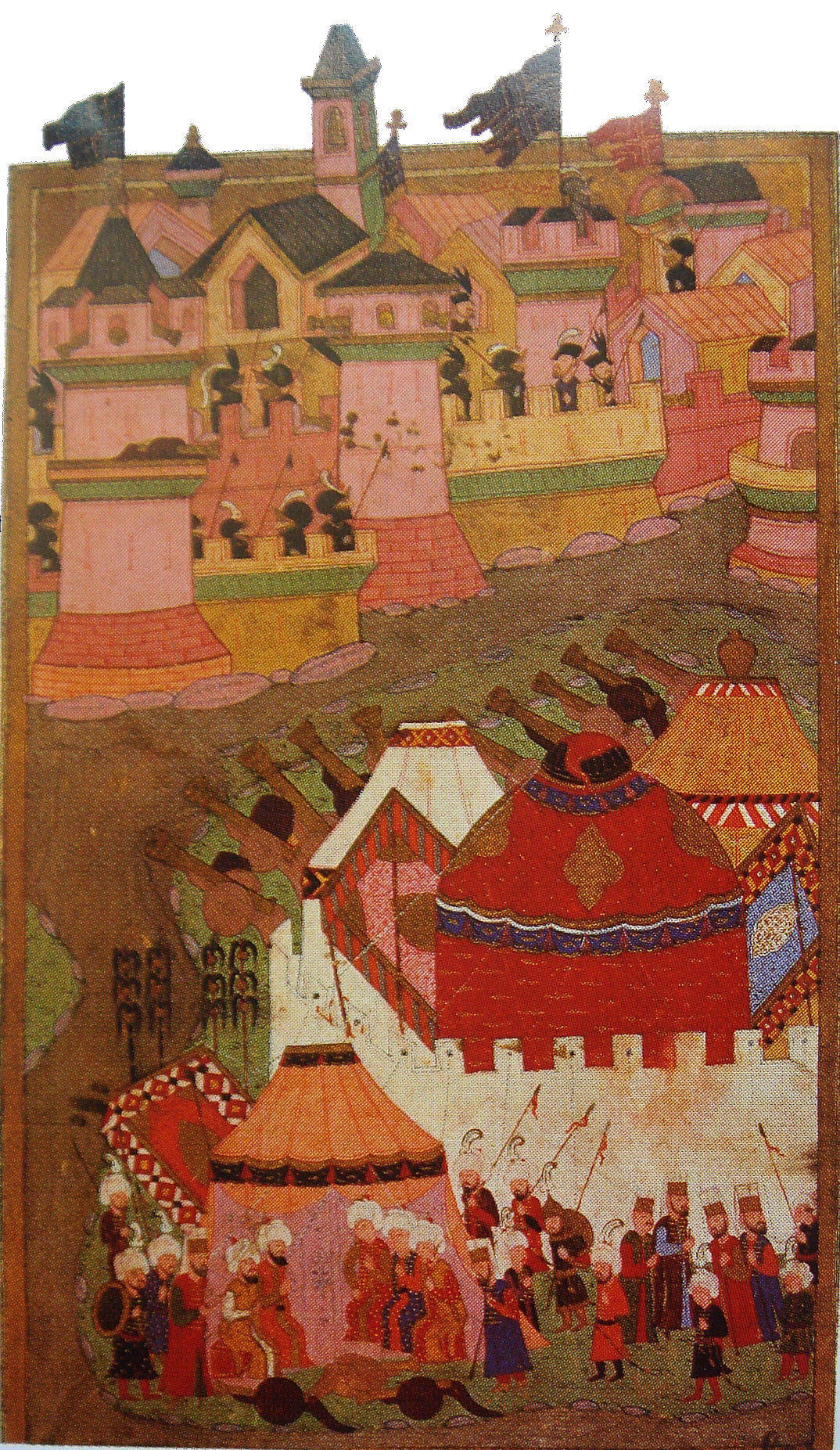
Representación del Sitio de Viena en una miniatura turca. Los otomanos, desde un campamento fortificado de tiendas multicolores, apuntan con su artillería a las murallas vienesas, a cuyas almenas se asoman soldados con armaduras.

Los turcos arrebataron fácilmente a Fernando gran parte de las conquistas que este había realizado en los dos años precedentes; y sólo la fortaleza de Bratislava ofreció una eficaz resistencia. Considerando las dimensiones del ejército de Solimán y la devastación desatada sobre Hungría pocos años antes, era lógica la falta de voluntad de las zonas en disputa para resistir los ataques.
El sultán llegó a Viena el 27 de septiembre de 1529. El ejército de Fernando contaba con cerca de 16 000 soldados (número siete veces inferior al de los atacantes), y las murallas de Viena no debieran haber sido suficientes para la potencia de fuego de los cañones otomanos; pero las medidas de reforzamiento adoptadas permitieron que la ciudad se defendiera con gran vigor. También contribuyeron las lluvias e inundaciones, que impidieron usar las armas de fuego con efectividad y dificultaron las maniobras ofensivas. El 12 de octubre, después de haber minado y contraminado, se reunió un consejo de guerra otomano, que el 14 de octubre decidió abandonar el asedio. La retirada del ejército turco fue estorbada por la fiera resistencia de Bratislava que, todavía una vez más, le bombardeó. Las primeras nevadas complicaron aún más la situación de la expedición turca. La dureza de la derrota, y los conflictos existentes en otros lugares del Imperio desviaron la atención prioritaria del sultán, lo que hizo que tuvieran que pasar tres años antes de que Solimán pudiera comenzar una nueva campaña en Hungría.

## La «Pequeña Guerra» (1529-1552)

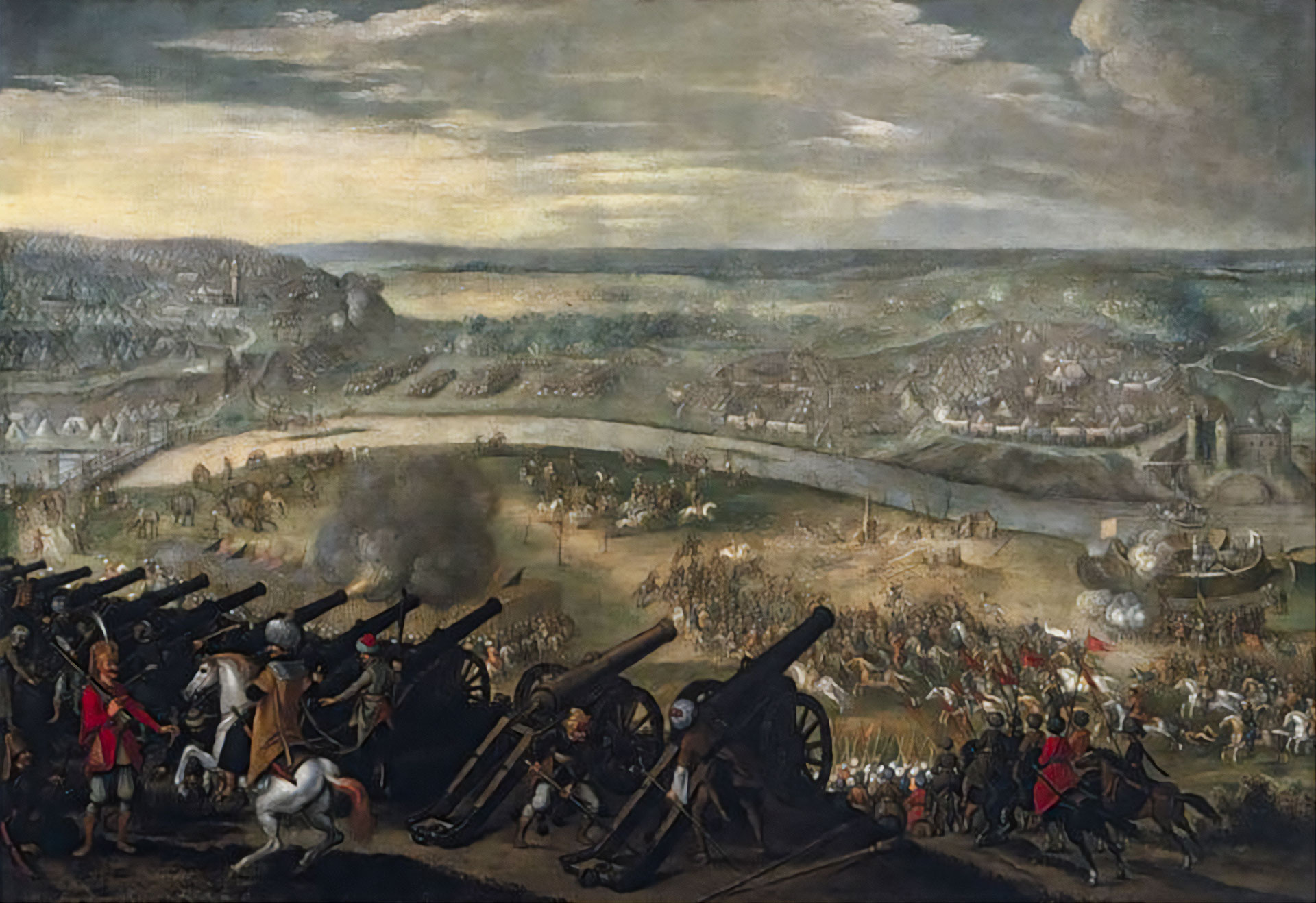
Sitio de Esztergom por los turcos en 1543, pintura de historia.

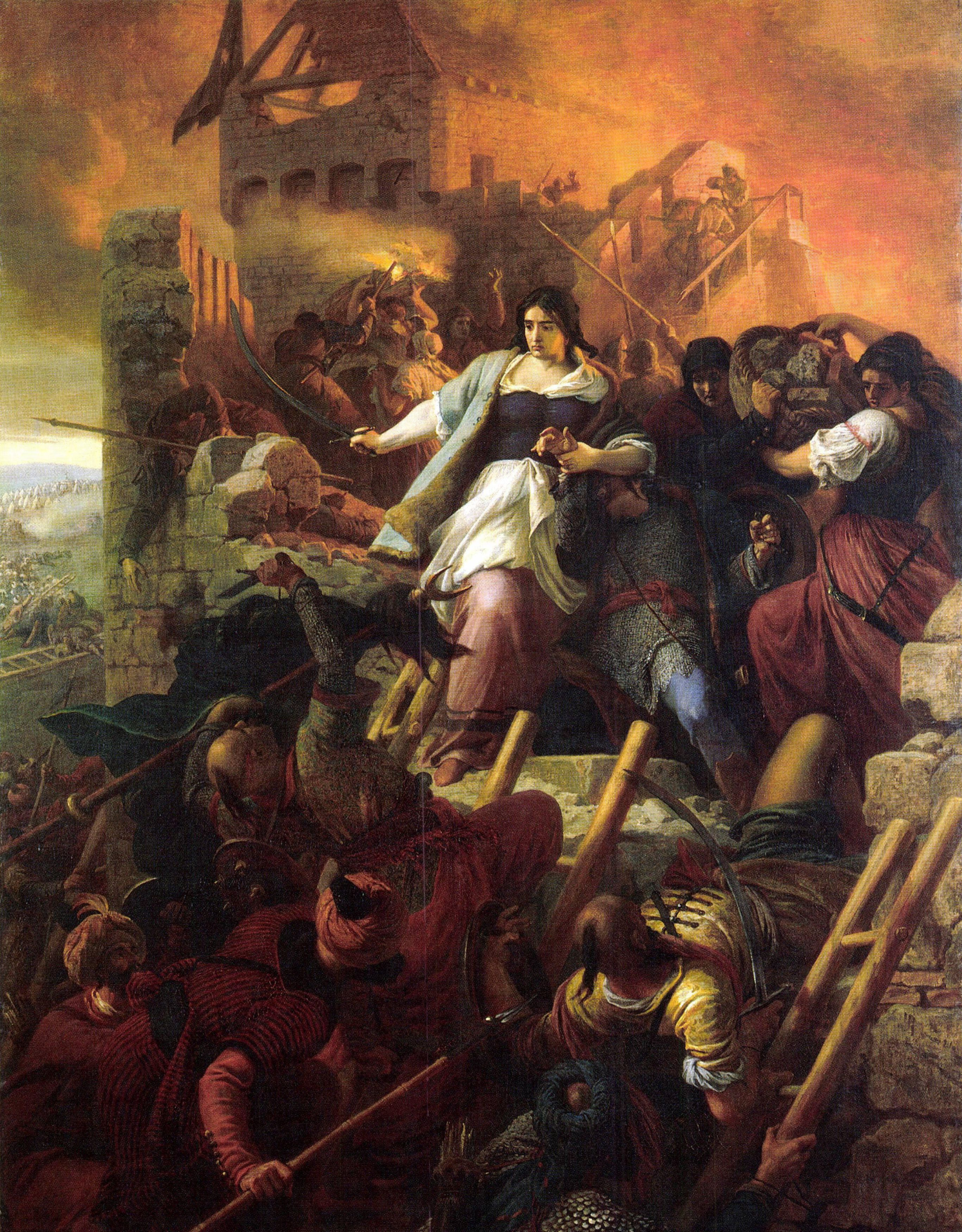
Las mujeres defienden la ciudad de Eger contra los turcos, en una pintura de historia de Bertalan Székely, 1867.

Con el nombre de "pequeña guerra" o "pequeña guerra de Hungría" se conoce historiográficamente al periodo entre 1529 (el sitio de Viena) y 1552 (el sitio de Eger). Las hostilidades se reanudaron en 1530, cuando, aprovechándose de la retirada turca, el archiduque Fernando lanzó una ofensiva que reconquistó la ciudad húngara de Esztergom (conocida con los nombres de Gran, Orishon o Estrigonia) además de otras fortalezas. El asalto a Buda fue detenido por la presencia de soldados otomanos.
Como ocurrió en la ofensiva anterior, el retorno de los otomanos forzó nuevamente a los Habsburgo a retornar a una posición defensiva. En 1532 Solimán envió un enorme ejército con el objetivo de capturar Viena; pero finalmente se tomó un trayecto distinto, hacia Kőszeg (también llamada Güns). La heroica defensa por parte de una fuerza austríaca compuesta por solo 700 soldados, consiguió resolverse con una rendición honrosa de la fortaleza, en la que simplemente se levantó el estandarte turco. Conforme con esta demostración de poder, el sultán no deseó arriesgar más y se retiró de nuevo, lo que en la práctica reconocía las limitadas conquistas austríacas en Hungría, mientras que al mismo tiempo forzó a Fernando a reconocer a Juan I Szapolyai como rey de Hungría.
Mientras la paz entre los austríacos y los otomanos duró nueve años, Juan I Szapolyai y Fernando de Habsburgo encontraron conveniente seguir luchando a lo largo de su frontera. En 1537 Fernando rompió el tratado de paz enviando a sus generales más hábiles al desastroso asedio de Osijek que finalmente resultó un triunfo para los otomanos (batalla de Dakovo).
En 1540 la muerte de Juan Szapolyai llevó a Austria a avanzar nuevamente hacia Buda reclamando sus derechos reales sobre la ciudad, y argumentando que el rey Juan I había violado el pacto, pues poco tiempo antes de morir nació Juan Segismundo Szapolyai, a quien hizo coronar de inmediato, mientras que el acuerdo entre ambos reyes preveía que tras la muerte del rey húngaro sin herederos el trono sería de Fernando. El sultán turco Solimán, enterándose de que los dos reyes habían pactado a sus espaldas, decidió ocupar Buda. El ejército austríaco fue aniquilado por Solimán, mientras el más anciano general austríaco, Wilhelm von Roggendorf, pagó con su propia vida su incapacidad de detener el avance turco (25 de agosto de 1541). Solimán procedió a aniquilar de facto a Hungría. En 1543 se puso sitio y rindió la ciudad de Esztergom. En 1551, cuando fue impuesto un tratado de paz, la Hungría habsbúrguica había sido reducida a una tierra de frontera. Sin embargo, en Eger los austríacos obtuvieron una sorprendente victoria, en parte gracias a la participación de la población civil, incluidas las mujeres (1552).
La "pequeña guerra" vio oportunidades desperdiciadas por ambos lados; las tentativas de los austríacos de incrementar su influencia en Hungría fueron fallidas, al igual que los intentos otomanos de asaltar Viena. A pesar de la objetiva situación de empate, eso no suponía el mantenimiento permanente de un statu quo ya que el Imperio Otomano era un adversario demasiado poderoso y peligroso. En los siguientes 100 años, los austríacos debieron permanecer a la defensiva, evitando costosas batallas como las de Buda y Osijek. En cualquier caso, los intereses estratégicos de los Habsburgo no contemplaban únicamente la lucha contra el avance islámico en Europa, pues incluían también la lucha contra los protestantes alemanes, que minaban la autoridad imperial (tras la abdicación de Carlos V, hermano mayor de Fernando, este fue elegido Emperador -1558-, y tras él toda la línea de sus descendientes en la rama vienesa); mientras que la rama española de la familia (la Monarquía Católica, en la que se sucedieron los descendientes de Felipe II, hijo de Carlos) tenía un enfoque aún más global, que incluía la expansión por América y los océanos de todo el mundo (rivalizando primero con los portugueses y luego con ingleses y holandeses), además del mantenimiento de la hegemonía europea, comprometida frente a Francia en las guerras de Italia (hasta que Francia se vio dividida por las guerras de religión), frente a los rebeldes flamencos durante la guerra de los Ochenta Años (1568-1648), y en el Mediterráneo, durante todo el periodo, frente a la flota turca. Los otomanos por su parte no pudieron expandir su poder tal y como lo habían hecho en tiempos pasados.

## Las «guerras del Turco» en el Mediterráneo

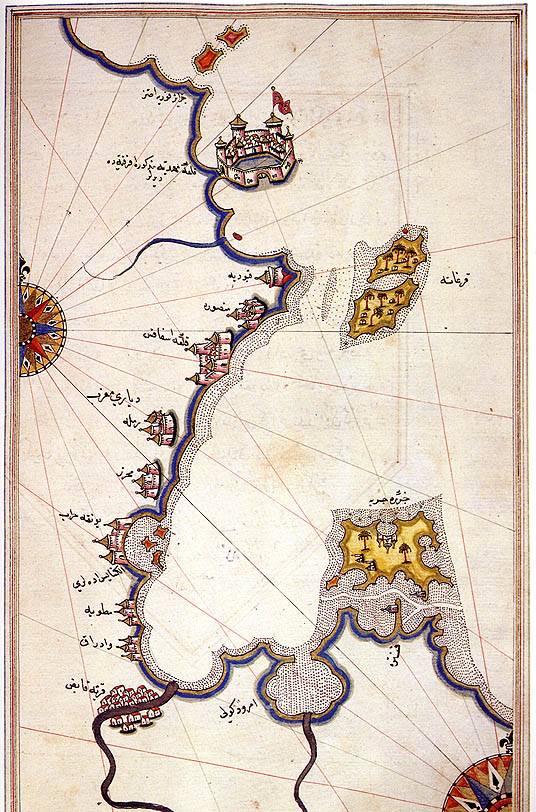
Mapa de la costa tunecina con la isla de Djerba, donde tuvo lugar la Jornada de los Gelves (mayo de 1560).

El Imperio otomano había comenzado rápidamente a desplazar a sus oponentes cristianos en el mar. En el siglo XIV los otomanos tenían tan solo una pequeña armada. En el siglo XV cientos de navíos tomaron parte en la conquista de Constantinopla y comenzaron a desafiar el poder naval de las repúblicas de Venecia y de Génova. En 1480 los otomanos inentaron sin éxito sitiar la isla de Rodas, rocafuerte de los Caballeros de San Juan. En una nueva ocasión, en 1522, finalmente consiguieron, tras un asedio de seis meses, conquistar la isla, con lo que los cristianos perdieron una importante base naval. No obstante, Chipre aún permanecía en poder de los venecianos.
Cuando los caballeros de San Juan fueron trasladados a Malta (1530) los otomanos observaron cómo su victoria en Rodas tan solo había desplazado el problema. Los barcos otomanos realizaron diversos ataques contra los caballeros, mientras que éstos detenían el avance turco en el este.

### Alianza con Francisco I de Francia
Turgut Reis y Jeireddín Barbarroja dirigieron flotas turcas como aliadas de Francisco I de Francia contra Carlos V en el contexto de las guerras italianas en las que ambos reyes cristianos estaban enfrentados. La presencia de la flota turca en el Mediterráneo occidental, sumada a la actividad corsaria de los berberiscos, comprometía seriamente la seguridad de las costas de España e Italia, y garantizaba la continuidad de la presencia musulmana en el norte de África.

### Sitio de Malta

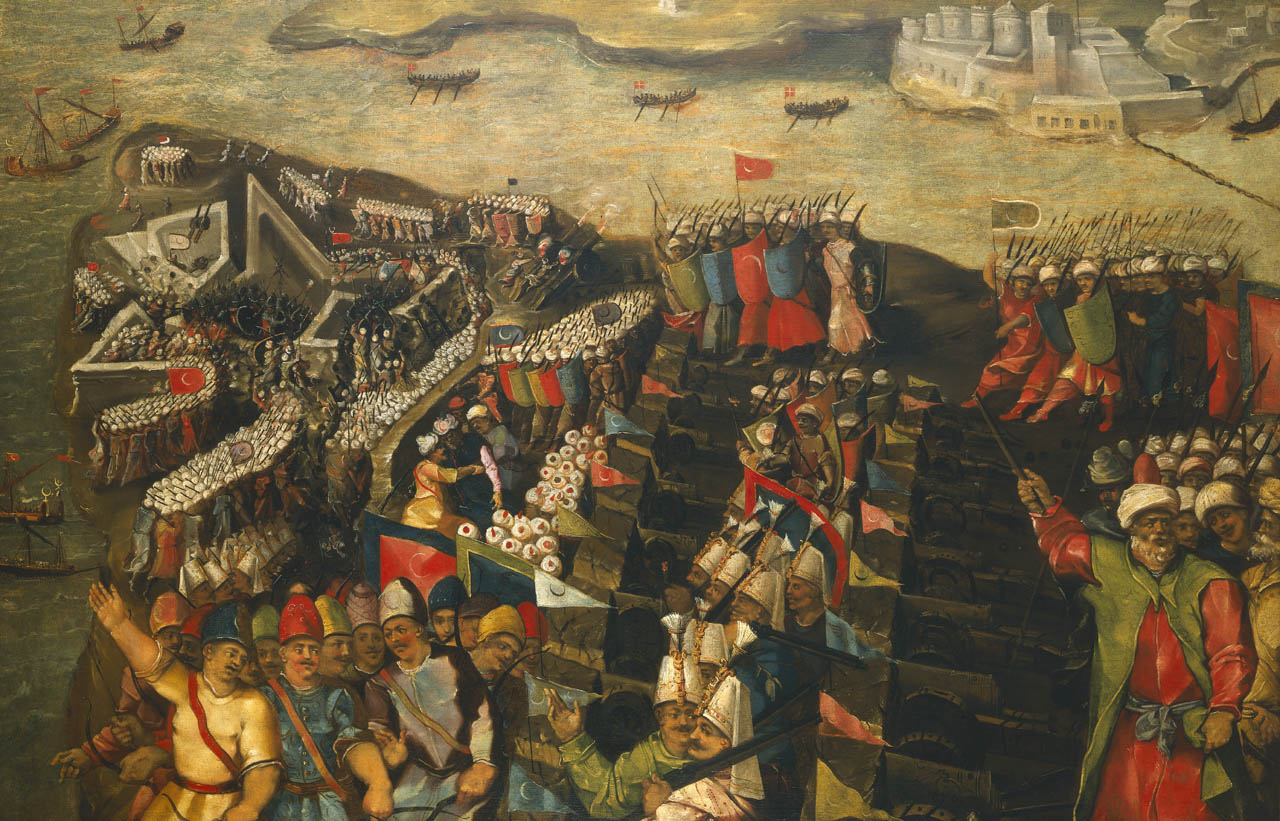
La Captura de Sant'Elmo durante el Sitio de Malta de 1565, por Mateo Pérez de Alesio.

La situación se volvió insostenible en 1565 cuando Solimán el Magnífico (vencedor en Rodas) decidió eliminar la base de los caballeros de San Juan en Malta. Los españoles comenzaron a reunir primero una pequeña fuerza expedicionaria (que llegó a tiempo para el sitio) y finalmente una gran flota para socorrer la isla. La ultra-moderna fortaleza estrellada de Sant'Elmo fue tomada a tan gran coste en material y vidas que la toma del resto de la isla no fue posible y los turcos se retiraron. A pesar de ello, la piratería berberisca continuó y la victoria de Malta no tuvo un efecto decisivo sobre la presión militar otomana en el Mediterráneo.

### Chipre y Lepanto

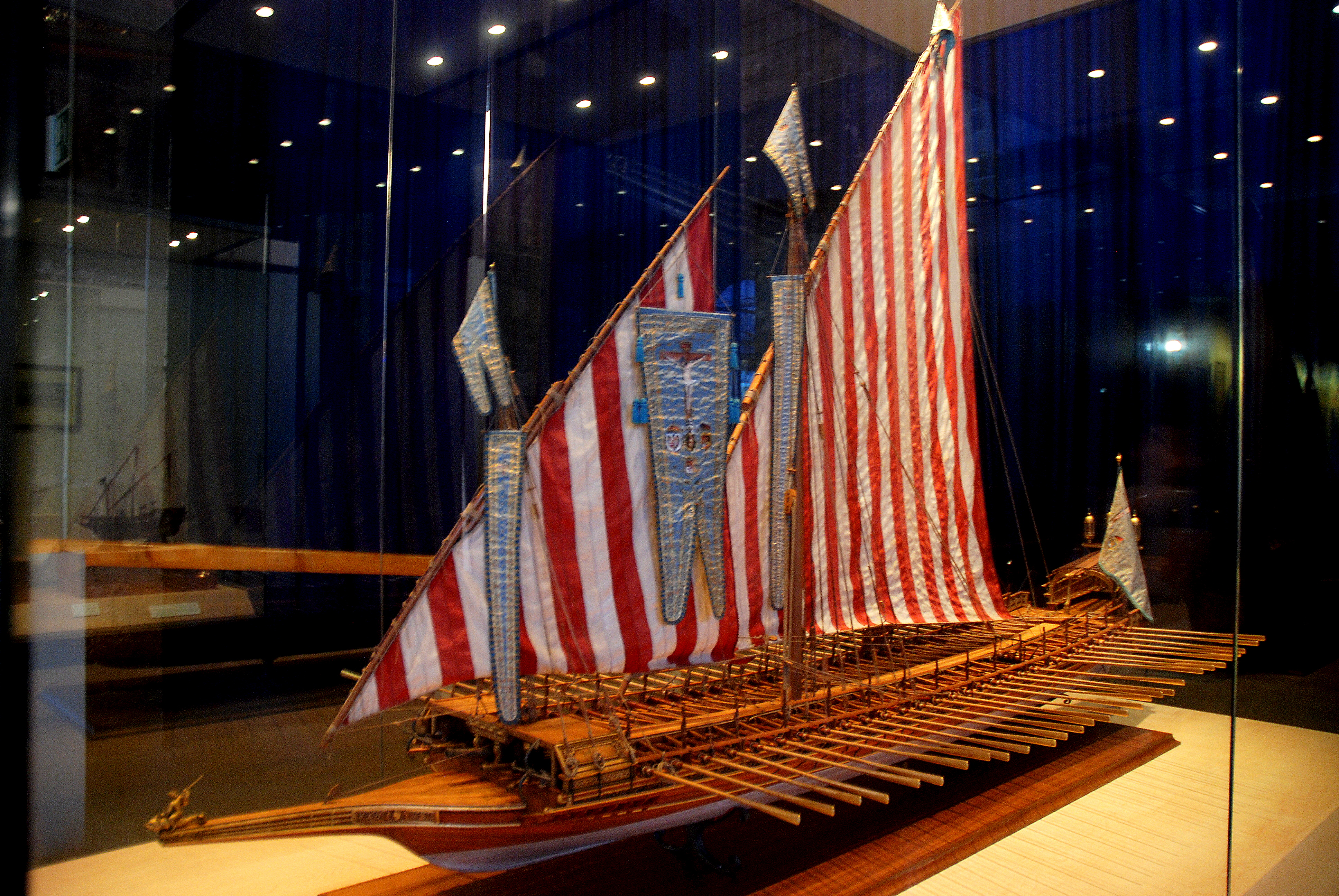
Maqueta de la galera Real de Juan de Austria, aparejada tal como entabló batalla en Lepanto (1571).

La muerte de Solimán el Magnífico en 1566 trajo la subida al poder de Selim II, conocido como Selim el Borracho, que envió una gran expedición (Pialí Bajá, Lala Kara Mustafa Pasha) para conquistar Chipre a los venecianos (1570). La otra opción militar de Selim, acudir en apoyo de la rebelión de los moriscos españoles (1568-1571), no se emprendió de forma eficaz. Tras la conquista de Chipre, los venecianos pidieron ayuda a las potencias cristianas, que tan sólo fue respondida inicialmente por el papa Pío V; finalmente, el papa consiguió el apoyo de Felipe II de España para crear una Liga Santa que formó una armada para enfrentarse a los turcos, y que consiguió destruir la flota turca frente a las costas griegas en la batalla de Lepanto (1571). Aunque tampoco esta victoria cristiana fue decisiva, sí que permitió el mantenimiento del equilibrio de potencias en el Mediterráneo, con pocas alteraciones (a los pocos años, los turcos ocuparon Túnez en 1574).

## Las "Guerras Turcas" en el océano Índico y el Sudeste Asiático
Al final del reinado de Suleiman, el Imperio Otomano abarcaba aproximadamente 877 888 millas cuadradas (2 273 720 km2), y se extendía por tres continentes: principalmente Europa, África y Asia. Además, el Imperio se convirtió en una fuerza naval dominante, controlando gran parte del Mar Mediterráneo. En ese momento, el Imperio Otomano era una parte importante de la esfera política europea. Los otomanos se vieron envueltos en guerras religiosas multicontinentales cuando España y Portugal se unieron bajo la Unión Ibérica dirigida por el monarca de los Habsburgo, el rey Felipe II, los otomanos como poseedores del título de califa, lo que significa líder de todos los musulmanes en todo el mundo, y los íberos, como líderes de los cruzados cristianos, se vieron envueltos en un conflicto mundial, con zonas de operaciones en el mar Mediterráneo y el océano Índico. En cuyo caso, los otomanos enviaron ejércitos para ayudar a su vasallo y territorio más oriental, el Sultanato de Aceh en el sudeste asiático.

### Los Luzones y la conquista de Filipinas por los Habsburgo españoles
Durante la década de 1500, los Luzones eran un pueblo procedente de Luzón, Filipinas.
que tenía redes comerciales y militares en todo el Sur,
Sudeste y este de Asia, y había encontrado empleo tanto para el lado otomano como para el portugués cuando los otomanos concentraron la asistencia a los sultanatos del sudeste asiático en su nuevo protectorado, el Sultanato de Aceh y los portugueses conquistaron Malaca. Luzón, de donde eran los Luzones, se dividieron entre pueblos islamizados y paganos (budistas, hindúes y animistas) que lucharon entre sí. Sin embargo, Luzones encontró empleo como funcionarios en toda la región, como en los siguientes casos. Debido a la invasión del Tondo hindú por el Sultanato de Brunéi que estableció al Rajahnato de Maynila musulmán como estado títere, el príncipe de Manila y nieto del sultán Bolkiah, llamado Rajah Ache, se desempeñó como almirante de la armada de Bruneian y había reprimido una revuelta budista en el suroeste de Borneo en la ciudad de Loue además de servir como ejecutor de los intereses de Bruneian en Luzón. Asimismo, después de la expedición otomana a Aceh, el comandante otomano, Heredim Mafamede, enviado desde Suez por su tío, Suleiman, virrey de El Cairo, cuando su flota más tarde tomó Aru en el Estrecho de Malaca, que contenía 4000 musulmanes de Turquía, Abisinia, Malabar, Guyarat y Luzón, y tras su victoria, Heredim dejó allí una guarnición cuidadosamente seleccionada bajo el mando de un Luzones filipino llamado Sapetu Diraja. Sapetu Diraja, fue entonces asignado por el sultán de Aceh la tarea de mantener Aru (noreste de Sumatra) en 1540. Incluso, los Luzones se sumaron al intento de reconquista musulmana de Malaca contra los portugueses. Los mercenarios de Luzón también participaron en un intento fallido de retomar Malaca en 1525 con la ayuda del renegado portugués Martín Avelar. El "capitán de las Luces" navegaba en el buque insignia con guerreros que Joao de Barros consideraba "los más belicosos y valerosos de estas partes". Sin embargo, los Luzones también encontraron empleo en la Malaca portuguesa, y uno de ellos, Regimo Diraja fue designado como "Temenggung" (Guión Jawi: تمڠݢوڠ) (Gobernador y General en Jefe) sobre los nativos e incluso controló y vigiló el comercio entre el Océano Índico, el Estrecho de Malaca, el Mar de China Meridional, y los principados marítimos medievales de Filipinas. La doble lealtad a los otomanos y portugueses, de los filipinos (Lucoes) que tenían redes comerciales en el este, sureste y este de Asia, tuvo efectos en los intereses turcos en el océano Índico porque Luzón finalmente dio su lealtad a Habsburgo controlaba España en una fecha más tarde.
1521 vio el comienzo de la conquista española y de los Habsburgo de Filipinas (incluido Luzón) por conquistadores de España o México. La expedición de Ferdinand Magellan (Ferdinand Magellan) pasó a través de las Filipinas e intentó conquistar el Rajahnate hindú de Cebú (Rajahnato de Cebú) pero sólo tuvo éxito temporalmente. Posteriormente, en 1543, Ruy López de Villalobos llegó a las islas de Leyte y Samar y las nombró Las Islas Filipinas en honor a Felipe II de España, entonces Príncipe de Asturias y él mismo un Habsburgo, ya que el nombre finalmente se amplió para etiquetar todo el archipiélago de Filipinas. La colonización europea comenzó en serio cuando el explorador español Miguel López de Legazpi llegó de México en 1565 y formó los primeros asentamientos europeos en Cebú. Comenzando con solo cinco barcos y quinientos hombres acompañados por monjes agustinos, y fortalecido aún más en 1567 por doscientos soldados, pudo repeler a los portugueses y sentar las bases para la colonización del archipiélago. En 1571, los españoles, sus reclutas latinoamericanos y sus aliados filipinos (visayanos), comandados por hábiles conquistadores como Juan de Salcedo nacido en México (quien estaba enamorado de la princesa de Tondo, Kandarapa) atacaron el Reino de Maynila, un estado vasallo del Sultanato de Brunéi y liberado más incorporó el reino de Tondo además de establecer Manila como la capital de las Indias Orientales Españolas. Los españoles emplearon la política de divide y vencerás de enfrentar a los diversos reinos filipinos animista, hindú y musulmán entre sí para conquistar rápidamente a un pueblo dividido. Después de la conquista inicial, el control del archipiélago fue cimentado por un flujo constante de colonos y soldados españoles, mexicanos y peruanos de Europa y América Latina, ya que Filipinas fue gobernada bajo el Virreinato de Nueva España basado en México hasta el inicio de la independencia de México.

### Conflicto Otomano-Bruniano contra Hispano-Filipino
La caída de Bruneian Manila ante la España de los Habsburgo tuvo efectos posteriores desastrosos para los intereses musulmanes, especialmente entre los bruneanos, los otomanos y los acehneses, ya que la antigua ciudad-estado musulmana se convirtió en un centro de cruzada cristiana contra la mayoría de los sultanatos del sudeste asiático. Los bruneanos levantaron varias flotas para retomar Manila, pero se sintieron frustrados. Sin embargo, los españoles en Manila comenzaron a temer el poder de Brunéi y un español llamado Melchor Davalos advirtió sobre la constante migración de incluso los turcos/otomanos a Borneo, así como de otros musulmanes del Medio Oriente. Melchor Dávalos estaba tan preocupado que se quejó al rey español.
Creciente tensión entre España y Brunéi más sus aliados oprimidos en las Filipinas, principalmente los Sultanatos de Sulu, Maguindanao y Lanao, que fue estimulado por las continuas migraciones otomanas y árabes a Brunéi, algunos de los cuales incluso fueron derrotados veteranos de la batalla de Lepanto en contraste con las migraciones españolas e hispanoamericanas a Filipinas, finalmente estalló en la violencia de la guerra de Castilla (Borneo) contra Brunéi y las guerras hispano-moro en Filipinas.
El momento en que estalló la guerra de Castilla fue una época de fervor religioso en Europa y muchas partes del mundo, cuando se seguía una sola religión de estado. En España, la religión del estado era el catolicismo romano. España había terminado recientemente una guerra de 700 años para reconquistar y volver a cristianizar España, que había sido invadida por los musulmanes bajo el califato omeya desde el siglo VIII d. C. El largo proceso de reconquista, a veces a través de tratados, sobre todo a través de la guerra, se conoce como la Reconquista. El odio de los españoles contra los musulmanes que una vez invadieron España alimentó la Guerra de Castilla contra los bruneanos igualmente musulmanes. Esta guerra también inició las guerras hispano-moro en las Filipinas contra el sultanato de Sulu y el sultanato de Maguindanao.
En 1576, el gobernador español en Manila, Francisco de Sande, había llegado de México. Envió una misión oficial al vecino Brunéi para encontrarse con el sultán Saiful Rijal. Le explicó al sultán que querían tener buenas relaciones con Brunéi y también pidió permiso para difundir el cristianismo en Brunéi (el catolicismo romano en Brunéi fue un legado traído por los españoles). Al mismo tiempo, exigió el fin del proselitismo del Islam de Brunéi en Filipinas. El sultán Saiful Rijal no estuvo de acuerdo con estos términos y también expresó su oposición a la evangelización de Filipinas, que consideraba parte de las Dar al-Islam. En realidad, de Sande consideraba a Brunéi como una amenaza para la presencia española en la región, afirmando que "el Moros de Borneo predica la doctrina de Mahoma, convirtiendo a todos los moros de las islas".
España declaró la guerra en 1578. En marzo de ese año, la flota española, dirigida por el mismo de Sande, actuando como capitán general, inició su viaje hacia Brunéi. La expedición estaba formada por 200 españoles y 200 mexicanos, 1500 pueblo filipino nativos y 300 borneanos. La campaña fue una de muchas, que también incluyó acciones en Mindanao y Sulu. composición racial del lado cristiano probablemente era diversa, ya que documentos de unas décadas más tarde mostraban que la infantería estaba compuesta por mestizos, mulatos e "indios" (de Perú y México), liderados por oficiales españoles que habían trabajado junto con filipinos nativos en campañas militares en todo el sudeste asiático. Sin embargo, el lado musulmán también era igualmente diverso racialmente. Además de los guerreros nativos malayos, los otomanos habían enviado repetidamente expediciones militares a la cercana Aceh. Las expediciones estaban compuestas principalmente por turcos, egipcios, swahilis, somalíes, sindhis, gujaratis y malabares.
La lucha fue feroz, pero España logró invadir la capital de Brunéi en ese momento, Kota Batu, el 16 de abril de 1578, con la ayuda de dos nobles de Brunéi descontentos, Pengiran Seri Lela y Pengiran Seri Ratna. El primero había viajado a Manila para ofrecer a Brunéi como tributario de España para que le ayudara a recuperar el trono usurpado por su hermano, Saiful Rijal. España acordó que si lograba conquistar Brunéi, Pengiran Seri Lela se convertiría en el sultán, mientras que Pengiran Seri Ratna sería el nuevo Bendahara. Sultan Saiful Rijal y Paduka Seri Begawan Sultan Abdul Kahar se vieron obligados a huir a Meragang, luego a Jerudong, donde hicieron planes para ahuyentar al ejército conquistador de Brunéi. Mientras tanto, España sufrió grandes pérdidas debido a un brote de cólera o disentería. Estaban tan debilitados por la enfermedad. Sin embargo, esta guerra entró en la conciencia nacional como un episodio heroico, con los españoles expulsados por Pengiran Bendahara Sakam Ibni Sultan Abdul Kahar y mil guerreros nativos para restaurar el poder del Sultán sobre el Imperio. Los españoles regresan a Manila el 26 de junio de 1578, después de solo 72 días. Antes de hacerlo, quemaron la mezquita, una estructura alta con un techo de cinco niveles. Posteriormente, se restablecieron las relaciones pacíficas entre españoles y bruneanos. Sin embargo, un legado de la guerra castellano-bruniana es la conspiración de Tondó, cuando la aristocracia bruneana de Manila intentó un levantamiento contra España con Japón y Brunéi como aliados. La conspiración fue reprimida y los conspiradores fueron exiliados a Guerrero en México, que más tarde se convirtió en el centro de la guerra de independencia de México contra España. El inicio de la Unión Ibérica resultó en la toma de posesión por parte de los Habsburgo españoles de los territorios en poder de Portugal en todo el mundo, y en este período, los Habsburgo llevaron a cabo las Conflictos otomano-portugueses en curso en el océano Índico y el Mar Mediterráneo.

## SigloXVII

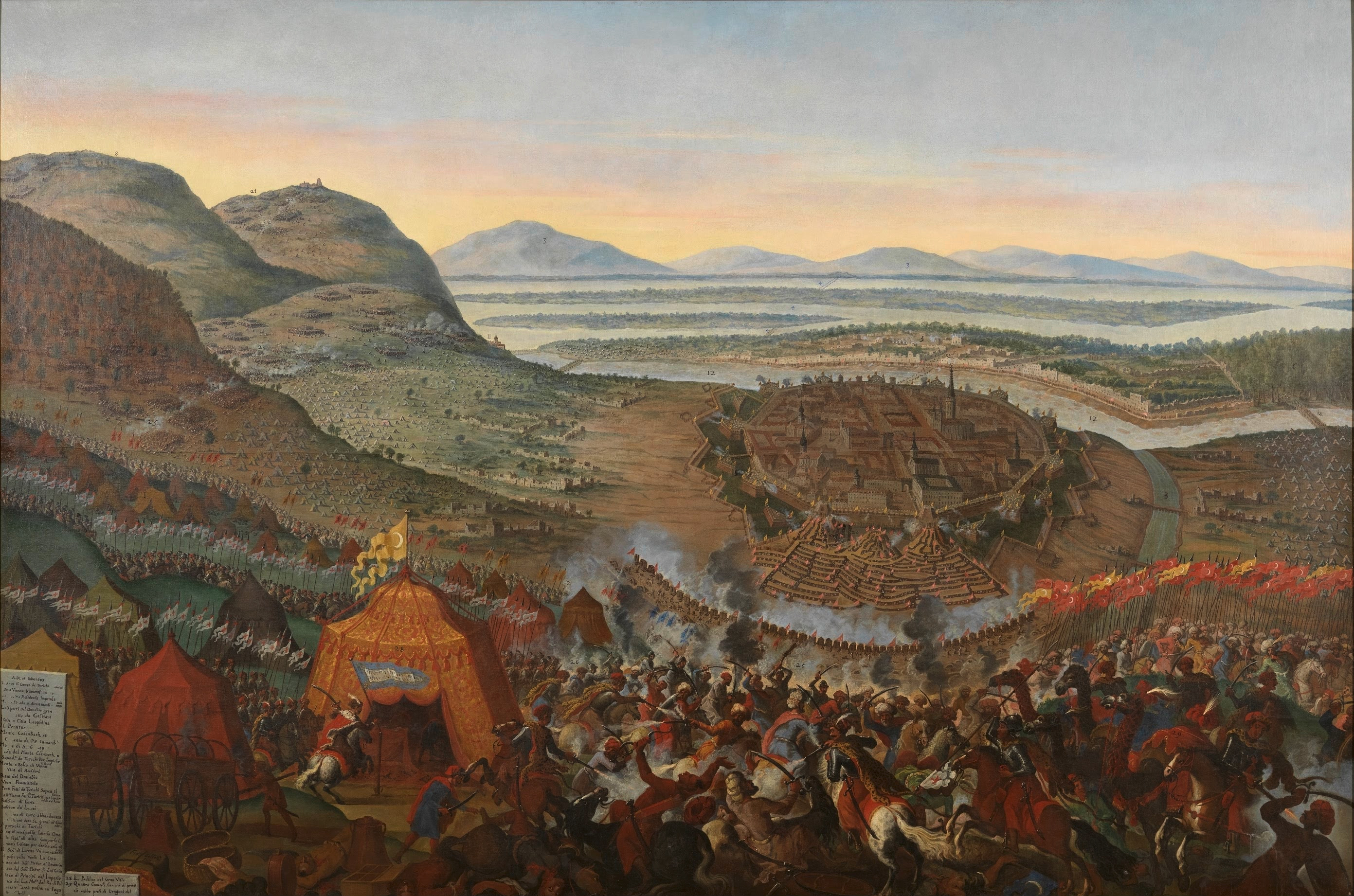
Sitio de Viena de 1683, por Franz Geffels.

Se denomina historiográficamente guerra larga, también guerra de los Trece Años o de los Quince Años, al conflicto habsburgo-otomano entre 1591 y 1606.
El Imperio otomano no intervino en la guerra de los Treinta Años (1618-1648), periodo en que los Habsburgo de Viena y Madrid estaban comprometidos en una agotadora empresa por mantener la supremacía europea, y que acabó en un verdadero desastre para los Austrias de Madrid y el mantenimiento del estatus de los Austrias de Viena (Tratado de Westfalia, 1648). Mientras tanto, en su frente mediterráneo contra Venecia, los turcos consiguieron conquistar Creta (Guerra de Candía, 1645-1649).
La segunda mitad del XVII se vio inmersa en la llamada "Gran Guerra Turca" (1645-1699), que implicó a toda Europa Central y Oriental, y cuyo episodio culminante fue el Segundo sitio de Viena (1683), momento a partir del cual los otomanos fueron cediendo terreno: Liberación de Buda (1686), Segunda batalla de Mohacs (1687, que simbólicamente, vengó la derrota cristiana de la de 1526) y batalla de Zenta (1697).

## 

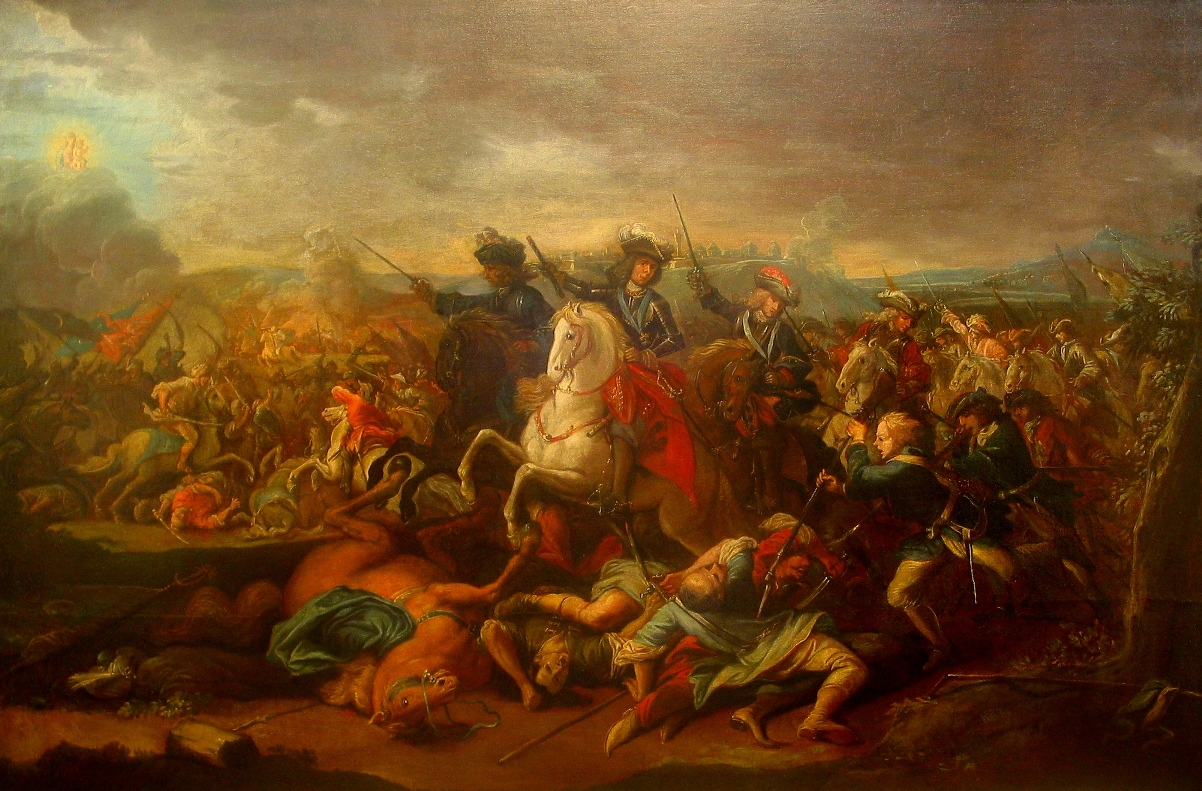
El príncipe Eugenio de Saboya en la Batalla de Belgrado (1717).